# Pedicularis triangularidens
Pedicularis triangularidens är en snyltrotsväxtart. Pedicularis triangularidens ingår i släktet spiror, och familjen snyltrotsväxter.

## Underarter
Arten delas in i följande underarter:
- P. t. chrysosplenioides
- P. t. triangularidens
- P. t. angustiloba